# Ryan Martinie
Ryan Martinie (* 6. srpna 1975) je baskytarista působící u kapely Mudvayne.
Ryan vyrůstal v Illinois, kde studoval jazzovou baskytaru. V roce 1998 se připojil k Mudvayne, kde působil do roku 2011.